# Station Cibadak
Cibadak is een spoorwegstation in Sukabumi in de Indonesische provincie West-Java.

## Bestemmingen
- KA Bumi Geulis op de lijn Station Bogor-Station Sukabumi.